# Patrick D. Frank

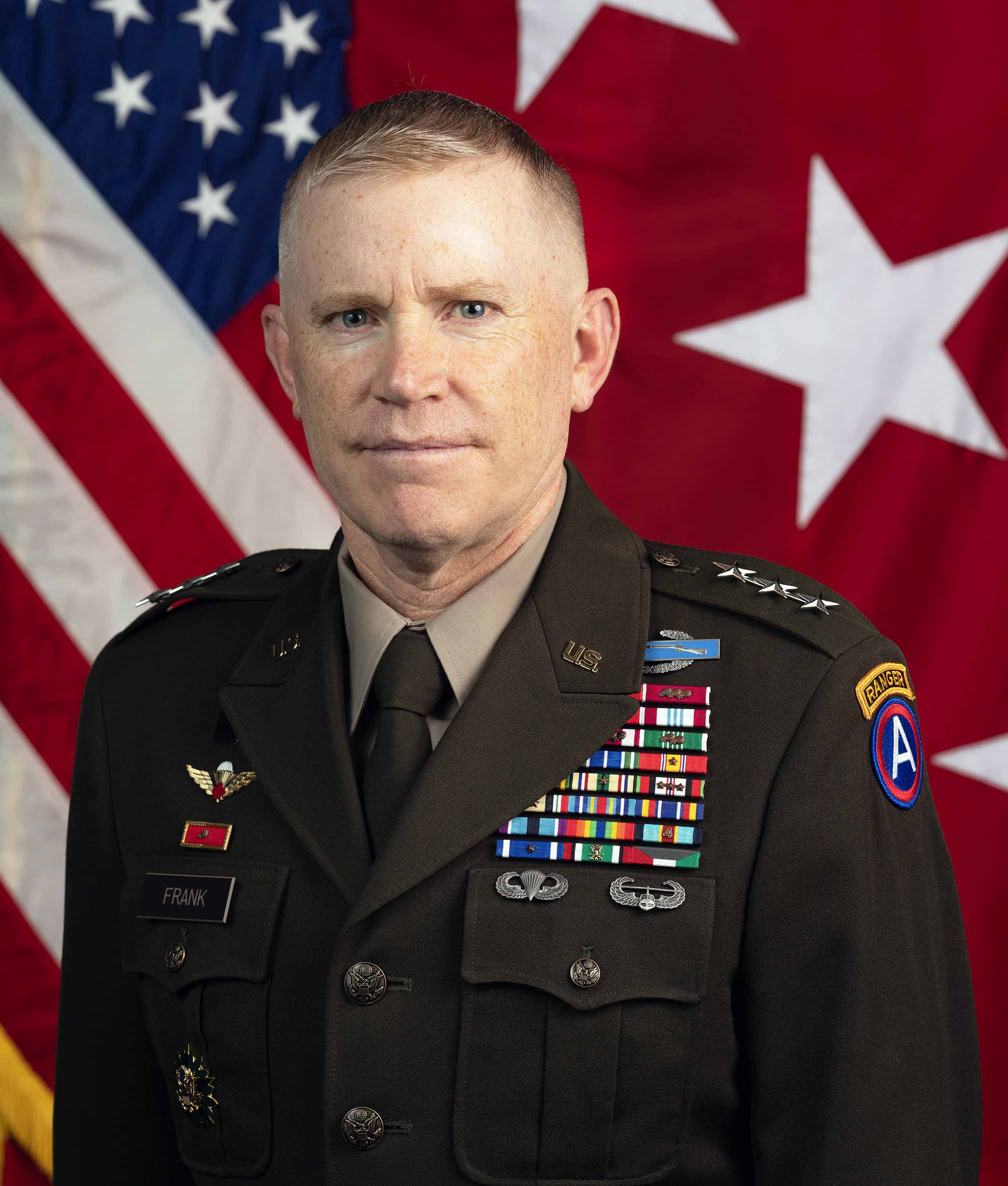
Patrick D. Frank (2022)

Patrick D. Frank  (* um 1967) ist ein Generalleutnant der United States Army. Zurzeit (April 2024) kommandiert er die 3. Armee.
Über das ROTC-Programm der St. Bonaventure University gelangte er im Jahr 1989 in das Offizierskorps des US-Heeres. Dort wurde er der Infanterie zugeteilt. In der Armee durchlief er anschließend alle Offiziersränge vom Leutnant bis zum Drei-Sterne-General.
Im Lauf seiner militärischen Karriere absolvierte Patrick Frank verschiedene Kurse und Schulungen. Dazu gehörten unter anderem die Maxwell School of Citizenship and Public Affairs, das Naval War College und das United States Army War College.
In seinen jüngeren Jahren absolvierte er den für Offiziere in den niederen Rangstufen üblichen Dienst in unterschiedlichen Einheiten und Standorten. Dazu gehörten auch Aufgaben als Stabsoffizier in verschiedenen Hauptquartieren. Im weiteren Verlauf seiner Karriere kommandierte er Einheiten auf fast allen Ebenen. Dabei war er im Zweiten Golfkrieg, bei der Operation Uphold Democracy in Haiti, im Irakkrieg und im Krieg in Afghanistan eingesetzt.
Frank war unter anderem Stabsoffizier beim Vice Chief of Staff of the Army und Kommandeur einer Brigade der 10. Gebirgsdivision. In dieser Division war er mehrfach in verschiedenen Funktionen tätig. Außerdem hatte er verschiedene Stabsaufgaben bei der 3. Infanteriedivision und der 101. Luftlandedivision.
Am 2. Dezember 2015 erreichte Patrick Frank mit seiner Beförderung zum Brigadegeneral die Generalsränge. Zwischen September 2015 und Oktober 2016 war er in Fort Riley stationiert, wo er die Stabsabteilung G4 für Logistik und Nachschub der 1. Infanteriedivision leitete. Danach war er bis zum Juli 2017 stellvertretender Kommandeur dieser Division. Daran schloss sich eine Versetzung zum Fort Knox in Kentucky an. Dort leitete er zwischen September 2017 und Februar 2018 das United States Army Cadet Command, das für Kadetten die am ROTC-Programm teilnehmen zuständig ist.
Nach seiner Zeit in Fort Knox wurde Patrick Frank nach Fort Polk dem heutigen Fort Johnson in Louisiana versetzt. Dort leitete er zwischen Februar 2018 und Oktober 2020 das Joint Readiness Training Center. Daran schloss sich eine Versetzung zur MacDill Air Force Base in Florida an. Dort wurde er unter Beförderung zum Generalmajor Stabschef des United States Central Commands. Diese Position hatte er zwischen Oktober 2020 bis Juni 2022 inne. Am 7. Juli 2022 erfolgte seine Beförderung zum Generalleutnant. Gleichzeitig erhielt er das Kommando über die 3. Armee, die ihr Hauptquartier auf der Shaw Air Force Base in South Carolina hat. Dieses Amt übt er bis heute (April 2024) aus.

## Orden und Auszeichnungen
Patrick Frank erhielt im Lauf seiner militärischen Laufbahn unter anderem folgende Auszeichnungen:
- Army Distinguished Service Medal
- Legion of Merit
- Bronze Star Medal